# LaCenter, Kentucky
LaCenter är en stad (city) i Ballard County i delstaten Kentucky, USA. 2010 hade staden 1 009 invånare.